# Oumama Aouad Lahrech
Pour les articles homonymes, voir Aouad.
Oumama Aouad Lahrech, de son nom de jeune fille Oumama Aouad, née le 28 avril 1951 à Salé, est un docteur et une écrivaine spécialiste du monde hispano-lusophone et ibérique. Elle est ambassadrice du Maroc au Pérou de novembre 2008 à septembre 2016 puis au Panama depuis octobre 2016.
Elle est surnommée par la gazette Maghress la « dynamo marocaine » en raison de son parcours universitaire actif.

## Biographie
Née en 1951 au sein d'une grande et ancienne famille de Salé célèbre par sa lignée de corsaires et d'érudits, Oumama porte très vite un intérêt à la culture ibérique. Son père ayant étudié à La Sorbonne, il installa dans la demeure familiale une riche bibliothèque qui fit découvrir à Oumama les joyaux de la littérature française. Elle devient en 1988 docteur d’État en Lettres Ibériques et Ibéro-Américaines à l’Université de Nanterre (Paris X), puis professeur de l’Enseignement Supérieur depuis 1992. Elle a en outre donné des cours de littérature et de civilisation espagnoles et latino-américaines au Département d’Espagnol de la Faculté des Lettres et des Sciences Humaines de l’Université Mohammed V - Agdal à Rabat. Elle est membre de plusieurs associations et institutions en rapport avec le monde espagnol et latino-américain dont le Comité Averroés Maroco-Espagnol et le Comité Mixte Inter-Universitaire Maroco-Espagnol. Elle est aussi coordinatrice du Comité Mixte Maroco-Espagnol chargé du projet de l’Université des Deux Rois à Tétouan.
Elle a écrit plusieurs ouvrages en français, en espagnol mais aussi en arabe sur la littérature espagnole, sur le dialogue culturel entre le monde arabe et le monde ibérique et ibéro-américain sur la question du genre, etc. Elle a publié d'outre-part plusieurs articles dans des revues du Maroc, du Maghreb, d’Europe et d’Amérique latine et d'Amérique du Nord. Elle a été directrice du Festival International des Andalousies Atlantiques qui se déroule chaque année à Essaouira.

## Publications
Source: Publications d'Oumama Aouad Lahrech, sur www.pmb.flshr.ac.ma
- (es) Aspectos y funciones del humor en la novela peruana actual, rédigé avec Rajaâ Dakir, Rabat:Université Mohamed V, 1997, 261 p. (à propos de la Littérature espagnole et de la Nouvelle péruvienne)
- (es) Dialectica del espacio en la narrativa de Julio Cortazar, rédigé avec Younés Gnaoui, Rabat:Université Mohamed V, 1995, 365 p. (à propos de la Littérature argentine et de Cortazar)
- (es) La Dinàmica de la transgrésion en la novelistica de Reinaldo Arenas, rédigé avec Rachid Azhar, Rabat:Université Mohamed V, 1995, 249 p. (à propos de la Littérature cubaine et de Reinaldo Arenas)
- (es) Estudio de la ciudad latino americana a través de tres novelas contemporaneas, rédigé avec Charles Minguet, Rabat, 1981, 351 p. (à propos de la ville et de la littérature Latino-américaine)
- (es) Imagen del mundo y creacion artistica en la narrativa de Juan Carlos Onetti, rédigé avec Abdellatif Jamil, Rabat:Université Mohamed V, 1999, 274 p. (à propos de la Littérature espagnole et de Juan Carlos Onetti)
- (fr) La ville et le citadin dans le roman hispano-américain actuel, rédigé avec Charles Minguet, Paris:Université de Nanterre, 1988, 3 TOMES, 843 p.

## Distinctions
- Médaille du Trône, de l´ordre Wissam-Al-Arch, 2008
- Prix Citoyenne d’Honneur d’al-Andalus, décerné par l’Association espagnole Paz del Mundo, en juin 2000
- Médaille Aguila Azteca (l'aigle aztèque), plus haute distinction culturelle décernée par le Gouvernement Mexicain, en avril 2001
- Lauréate du Prix Khmissa, Femme marocaine de l’année, dans la catégorie : « Sciences, recherche et développement », mars 2007
- Citoyenne d´honneur des villes d´Ica, Piura et Sechura, au Pérou. 2010

## Jumelage de Salé et de Tlaxcala
Selon Oumama, Tlaxcala est une ville très indépendante à l'instar de Salé. À l'époque des grands voyages d'exploration, face aux conquistadores les habitants de Tlaxcala étaient comme les Salétins, nobles guerriers et indépendantistes. Les deux villes ont d'antan brillé lors de leurs âges d'or mais elles sont malheureusement peu connues aujourd'hui. Frappée par les points communs des deux cités, Oumama les jumelle en 1998. Elle affirme à l'occasion: « Je suis assez fière qu’à Tlaxcala il y ait une place qui s’appelle « La Place du Maroc» avec un drapeau. C’est la beauté et la splendeur de l’humanité, de savoir qu’on partage beaucoup de choses avec des peuples très lointains. »